# Никола Бубало
Никола Бубало (Решетар, код Коренице, 15. фебруар 1921 — Брадина, код Коњица, фебруар 1943), учесник Народноослободилачке борбе и народни херој Југославије.

## Биографија
Рођен је 15. фебруара 1921. године у селу Решетар код Коренице.
Године 1939. се запослио у руднику Трепча. Учесник Народноослободилачке борбе је од 1941. године. Придружио се партизанима на Копаонику. По почетку немачке офанзиве крајем новембра 1941, Никола је вршио дужност политичког комесара чете у Копаоничком партизанском одреду.
На дан оснивања Прве пролетерске бригаде 21. децембра у Рудом, Никола се налазио у Рударској чети. Када је његов старији друг Раде Милићевић постављен за политичког комесара Рударске чете, Бубало је постао његов помоћник.
У Четвртој непријатељској офанзиви, Краљевачки батаљон је фебруара 1943. водио тешке борбе на прузи Сарајево—Мостар. Тада је Никола Бубало био смртно рањен од експлозије мине у једном од напада на немачке ровове.
Указом Президијума Народне скупштине Федеративне Народне Републике Југославије, 20. децембра 1951. године, проглашен је за народног хероја.